# Elton Santiago dos Santos Lira
Élton Santiago dos Santos Lira (* 21. září 1986) je brazilský fotbalový obránce, kterého v České republice známe pod zkráceným jménem Elton Lira, momentálně působící v týmu AA Santa Rita (Boca da Mata).
S fotbalem začínal v rodné Brazílii už v roce 1996, kdy hrál za místní velkoklub SC Corinthians Paulista a to až do roku 2005. To se stěhoval do konkurenčního Esporte Clube XV de Novembro a o rok později do dalšího klubu ze Sao Paula, a to do Clube Atlético Juventus. V zimě 2008 si ho vyhlédlo brněnské vedení, pozvalo si ho na testy, na kterých uspěl, a podepsalo s ním smlouvu.V současné době již rok působí v brněnské juniorce, kde se pokouší dostat do bývalé formy.

## Klubové statistiky
Aktuální 1. červenec 2015
| Sezona | Klub              | Země     | Soutěž  | Zápasy | Góly |
| ------ | ----------------- | -------- | ------- | ------ | ---- |
| 2007   | CA Juventus       | Brazílie | Série C | 0      | 0    |
| 07/08  | 1. FC Brno        | Česko    | 1. liga | 5      | 1    |
| 08/09  | 1. FC Brno        | Česko    | 1. liga | 12     | 0    |
| 09/10  | 1. FC Brno        | Česko    | 1. liga | 13     | 0    |
| 10/11  | FC Zbrojovka Brno | Česko    | 1. liga | 0      | 0    |
| 11/12  | Zagłębie Lubin    | Polsko   | 1. liga | 7      | 1    |
| 12/13  | Zagłębie Lubin    | Polsko   | 1. liga | 13     | 0    |
|        | celkem            |          |         | 50     | 2    |